# Кияж
Кияж (укр. Кияж) — село в Доросиневской сельской общине Луцкого района Волынской области Украине.
До 2020 года входило в Рожищенский район.
Код КОАТУУ — 0724581903. Население по переписи 2001 года составляет 348 человек. Почтовый индекс — 45133. Телефонный код — 3368. Занимает площадь 11,43 км².